# Gomore.dk
GoMore er en internetbaseret, peer to peer delebilsplatform. Platformen faciliterer samkørsel, privat biludlejning og leasing af biler. Tjenesten har i alt omkring 3.000.000 medlemmer på tværs af Europa i Danmark, Sverige, Finland, Spanien, Østrig og Schweiz 

## Historie
GoMore blev stiftet i 2005 af Matias Møl Dalsgaard og Søren Riis og kørte i en årrække som fritidsprojekt, mens de to stiftere færdiggjorde deres uddannelser. Lasse Gejl og Jacob Tjørnholm indgik som partnere i 2011, og GoMore blev relanceret. I 2013 kom investorer, bl.a. Jesper Buch, til. I 2014 ekspanderede virksomheden til Sverige på grund af en investering fra venturekapitalfonden SEED Capital. GoMore lancerede i 2014 to nye koncepter: privat biludlejning og privatleasing. I 2015 fusionerede GoMore med den spanske virksomhed Amovens.
Gennem årene har GoMore udvidet til Spanien, Sverige, Finland, Schweiz og Østrig.